# Quebrada Arriba (Cayey)
Quebrada Arriba es un barrio ubicado en el municipio de Cayey en el estado libre asociado de Puerto Rico. En el Censo de 2010 tenía una población de 1451 habitantes y una densidad poblacional de 233,63 personas por km².

## Geografía
Quebrada Arriba se encuentra ubicado en las coordenadas 18°5′37″N 66°9′5″O / 18.09361, -66.15139. Según la Oficina del Censo de los Estados Unidos, Quebrada Arriba tiene una superficie total de 6.21 km², que corresponden a tierra firme.

## Demografía
Según el censo de 2010, había 1451 personas residiendo en Quebrada Arriba. La densidad de población era de 233,63 hab./km². De los 1451 habitantes, Quebrada Arriba estaba compuesto por el 79.81% blancos, el 6.82% eran afroamericanos, el 0.9% eran amerindios, el 0.34% eran asiáticos, el 7.1% eran de otras razas y el 5.03% pertenecían a dos o más razas. Del total de la población el 99.66% eran hispanos o latinos de cualquier raza.